# John Harston
John Harston (sinh năm 1920) là một cựu cầu thủ bóng đá người Anh từng thi đấu ở vị trí Hậu vệ.

## Sự nghiệp
Sinh ra ở Barnsley, Harston từng thi đấu cho Wolverhampton Wanderers, Barnsley, Bradford City và Scarborough.
Đối với Bradford City ông có 24 lần ra sân ở Football League.